# Norbert Hofmann (Geistlicher)
Norbert Johannes Hofmann SDB (* 1959 in Ebermannstadt) ist ein deutscher Ordenspriester und römisch-katholischer Diplomat, der in der Kurie als Sekretär der Päpstlichen Kommission für die religiösen Beziehungen zum Judentum wirkt.

## Leben
Nach seinem Abitur am Gymnasium Fränkische Schweiz in Ebermannstadt trat Hofmann 1979 in das Noviziat der Salesianer Don Boscos in Jünkerath ein. Nach der ersten Profess im Jahr darauf studierte er in Benediktbeuern Sozialpädagogik und Theologie. Nach Abschluss der Studien arbeitete er zunächst in der Internatserziehung, aber auch in der Pfarrseelsorge und Bildungsarbeit. 1990 wurde er zum Priester geweiht, unmittelbar danach wirkte er als Internatspräfekt in der Niederlassung Beromünster.
Nach weiteren Studien in Luzern, Zürich und Rom promovierte er zu einem bibelwissenschaftlichen Thema. Infolgedessen war er zwei Jahre Dozent für Altes Testament an der Philosophisch-Theologischen Hochschule in Benediktbeuern.
Nachdem er sich besonders für die frühjüdische Schriften spezialisierte, er aber auch das Heilige Land und das heutige Judentum gut studierte, wurde er zum 1. Dezember 2002 zum „Sekretär der Kommission für die religiösen Beziehungen zu den Juden“ berufen. Er war dabei zunächst dem deutschen Kurienkardinal Walter Kasper zugeordnet, dann ab 2012 Kurienkardinal Kurt Koch, die als Präsidenten dieser Kommission fungierten.

## Würdigung
Am 5. Oktober 2009 erhielt er durch den Bundespräsidenten Horst Köhler das Bundesverdienstkreuz am Bande. Sein Beitrag zur Verbesserung der Beziehungen zwischen katholischer Kirche und Judentum werde von jüdischen Autoritäten anerkannt.

## Schriften (in Auswahl)
- (Hrsg.) mit Elisabeth Zwick (Hrsg.), Dialog der Religionen: Eine interdisziplinäre Annäherung (= Theologie: Forschung und Wissenschaft, Band 35), Lit Verlag, Berlin (u. a.) 2013, ISBN 978-3-643-11657-4